# New Salisbury
New Salisbury – jednostka osadnicza w Stanach Zjednoczonych, w stanie Indiana, w hrabstwie Harrison.